# NGC 23
NGC 23 è una galassia a spirale situata nella costellazione di Pegaso e distante circa 174 Mly (53,21 Mpc) dalla Via Lattea.
È stata scoperta il 10 settembre 1784 da William Herschel. Nel Webb Society Deep-Sky Observer's Handbook, la sua apparenza visuale viene descritta come: "ellisse estesa e brillante; ha struttura nucleare luminosa e visibilmente allungata; due deboli bracci di spirale emergono da lati opposti del nucleo, uno è curvato in direzione di una brillante stella attaccata all'estremità meridionale. La galassia sembra interagire con NGC 9."
Nella sequenza di Hubble, NGC 23 viene classificata come SBb, il che indica che si tratta di una galassia a spirale barrata (SB) con bracci di spirale non troppo stretti attorno al nucleo (b).
È anche una galassia luminosa all'infrarosso che presenta grumi di formazione stellare.
Nel 1959, attraverso immagini riprese dal telescopio Hale, era stata scoperta una candidata supernova. Su una lastra fotografica ripresa il 23 agosto, era visibile una brillante stella di magnitudine apparente 16 localizzata 10 arcosecondi a nord e 10 arcosecondi a est del centro galattico. In una nuova lastra presa 60 giorni più tardi, la stella non era più visibile.